# Gartenhaus (Hannover)

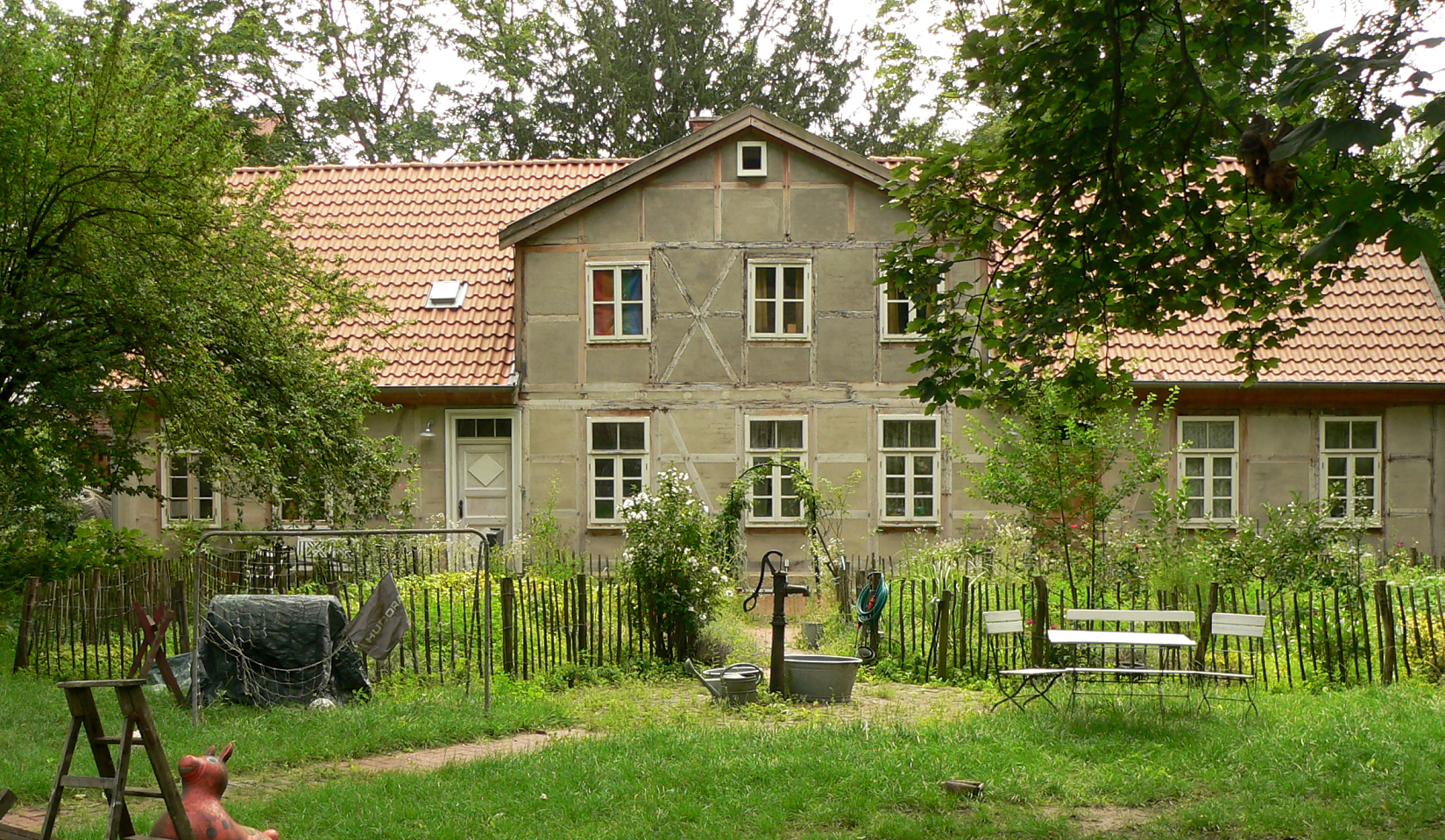
Das Gartenhaus, 2024

Das Gartenhaus in Hannover ist ein um 1820 erbautes Wohngebäude, das sich im Stadtteil Nordstadt befindet. Es ist Zeugnis der ursprünglich ländlichen Besiedelung außerhalb der ehemaligen Stadtbefestigung Hannover. Das letzte Haus ehemaliger „Gartenleute“ wurde als schlichter klassizistischer Fachwerkbau errichtet und findet sich heute unter der Anschrift Am Judenkirchhof 10/10A. Es ist das älteste erhaltene Wohngebäude des Stadtteils und steht unter Denkmalschutz.

## Baubeschreibung

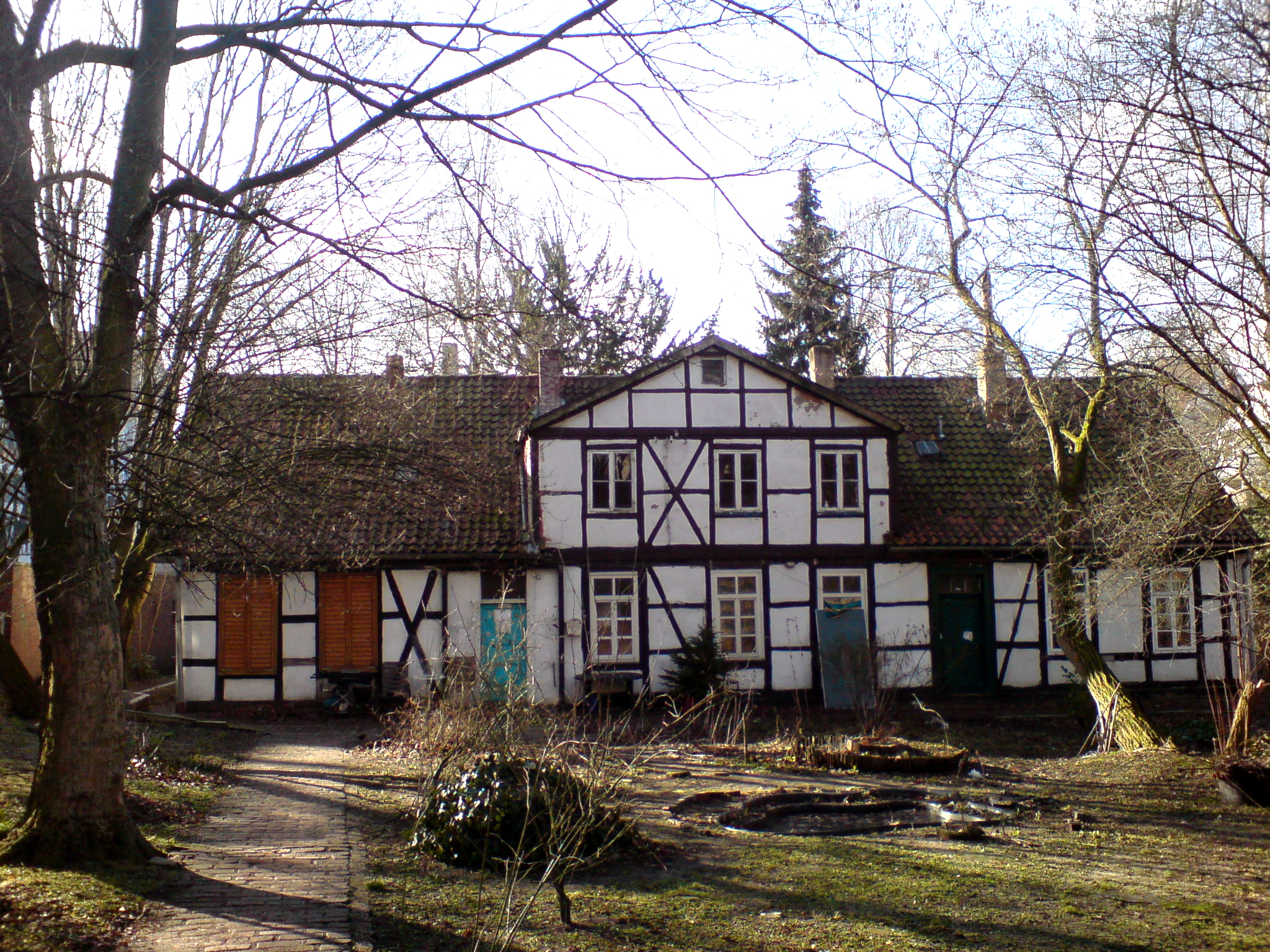
Vorderansicht des Gartenhauses. Der Garten war ursprünglich ebenfalls symmetrisch, 2010

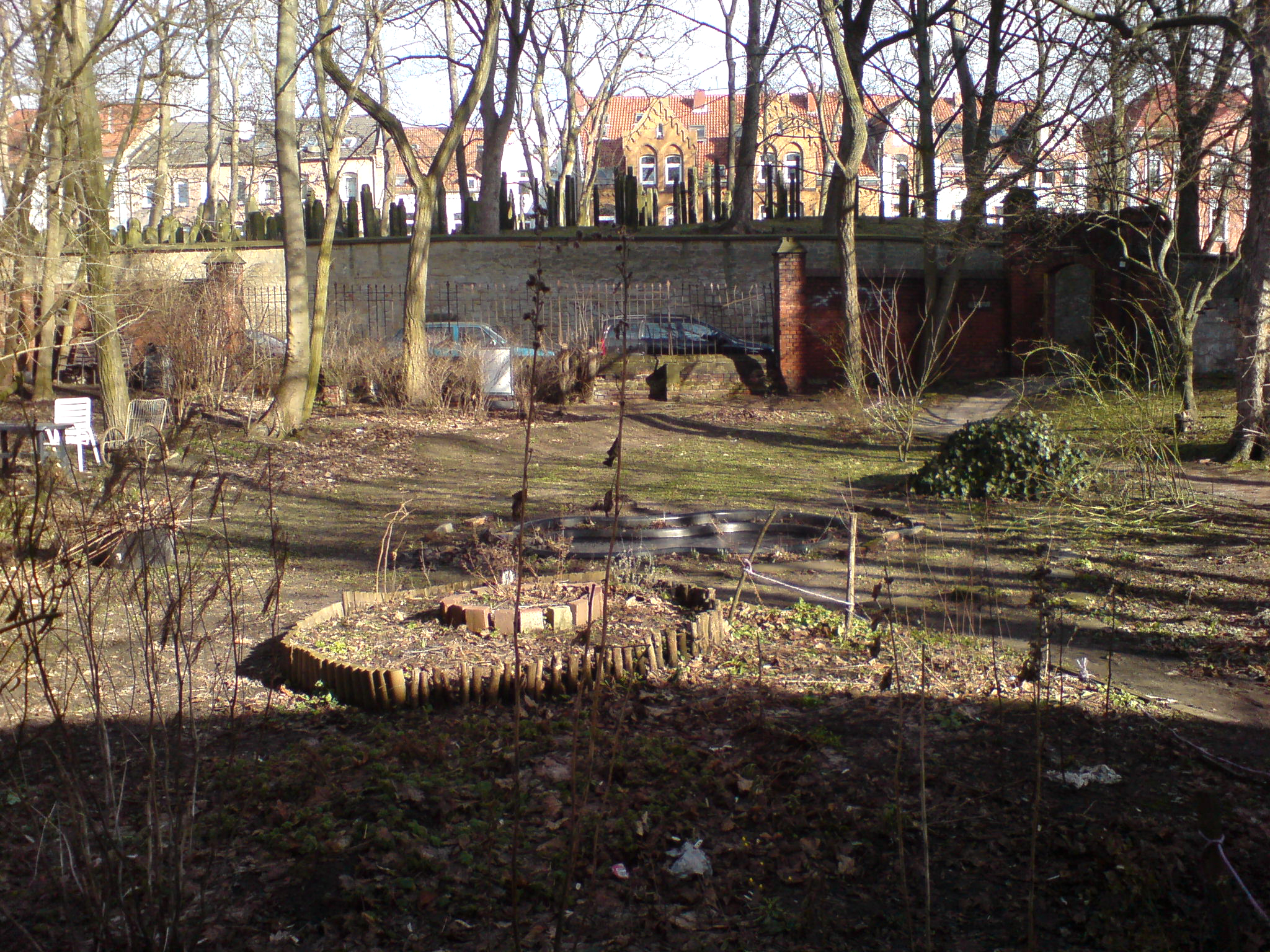
Blick durch den Garten auf den Alten Jüdischen Friedhof

Das symmetrische Gebäude von 1820 zeigt ein hohes Zwerchhaus über drei mittleren Achsen. Das Haus ist auf einem Sandsteinsockel aufgeständert und mit einem Tonnengewölbe unterkellert.

### Garten
Der ursprünglich ebenfalls symmetrisch angelegte Garten wird zur Straßenseite begrenzt von einem hohen, nur wenig jüngeren schmiedeeisernen Zaun, der von unverputzten, zum Teil glasierten Backstein-Formen mit aufgesetzten Sandstein-Elementen gestützt wird.
Anstelle der ehemals ländlichen Besatzung durch kleinwüchsige Obstbäume und Gemüse wird der Garten heute von hohen Laubbäumen verschattet, die derzeit durch die hannoversche Baumschutzsatzung geschont werden.
Seitlich am Gartenhaus vorbei führt ein unbefestigter Fußweg über ein großes, Jahrzehnte brachliegendes Grundstück, über das man zwischen dem Brüggemannhof und den Villen an der Wilhelm-Busch-Straße die Rückseite der ehemaligen Geschäftsbücherfabrik J. C. König & Ebhardt am Tor des alten Kesselhauses erreicht. Hier liegt der Hintereingang des Regionalen Rechenzentrums für Niedersachsen der Leibniz Universität, wo Supercomputer im norddeutschen Verbund rechnen.

## Geschichte

### 19. Jahrhundert

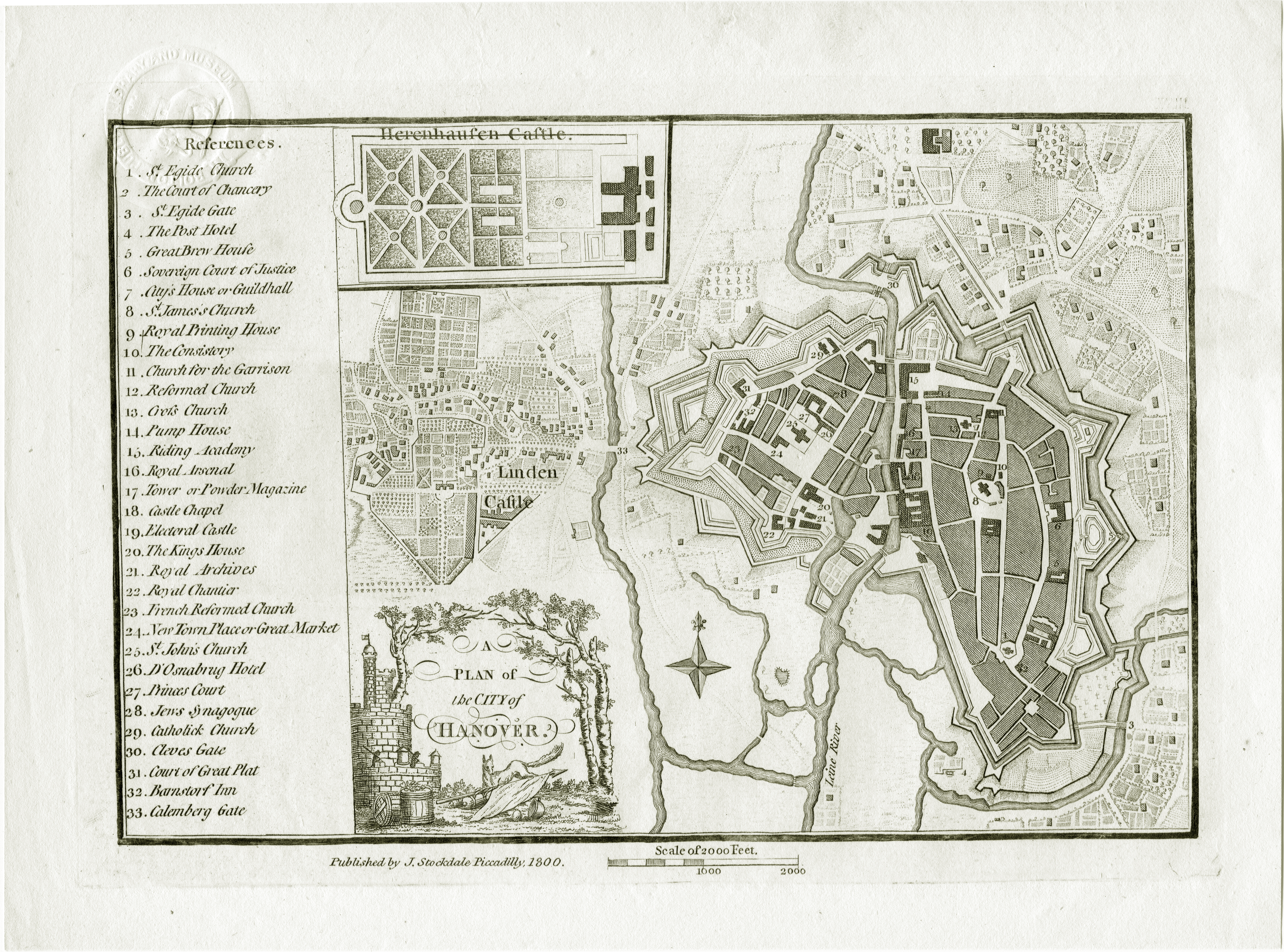
Hannover und Linden um 1800. Außerhalb der Stadtbefestigung befinden sich die einzelnen Gebäude der Gartengemeinden.

Das Gartenhaus in der Nordstadt war eines von vielen früheren Gartenhäusern von Kleinbürgern und „Gartenleuten“, die dort Obst und Gemüse produzierten und damit die Märkte in Hannover belieferten. Um 1800 gab es noch rund 500 solcher Gebäude vor den Toren der Stadt, wie bei der ehemaligen Steintorgartengemeinde vor den beiden nördlichen Toren der Stadt, Clevertor und Steintor.
Vom Gartenhaus aus gewährt der Zaun Durchblick zu einer uralten, um 1740 durch eine Mauer eingefriedeten baumbestandenen Sanddüne: der direkt gegenüber liegende Alte Jüdische Friedhof war dort von 1550 bis 1864 in Betrieb und ist einer der ältesten jüdischen Begräbnisplätze in Norddeutschland.
Das Gartenhaus mit seinem Gelände grenzte unmittelbar an den ältesten hannoverschen Industriebetrieb: Die nach der Überlieferung 1718 gegründete „königlich privilegierte Wachstuchmacherey vor dem Steinthore“, heute Benecke-Kaliko AG, lag in etwa auf dem Gebiet des ab 1912 angrenzenden Brüggemannhofes.
In der zweiten Hälfte des 19. Jahrhunderts übernahmen die expandierenden Wachstuchmacher der Firma „J. H. Benecke“ das Gartenhaus. Es diente als „Meisterhaus“ zwei „Meisterfamilien“ als Wohnsitz nahe ihrem Arbeitsplatz. Um 1900 wurde das Gebäude auch „Töchterhaus“ genannt. Von einer Meisterfrau wurden angeblich nur Töchter geboren; sie bekam 12 Töchter.
Ab 1890 siedelte die Firma Benecke erst in Teilen, in den 1940er Jahren dann vollständig um nach Hannover-Vinnhorst.

### 20. Jahrhundert

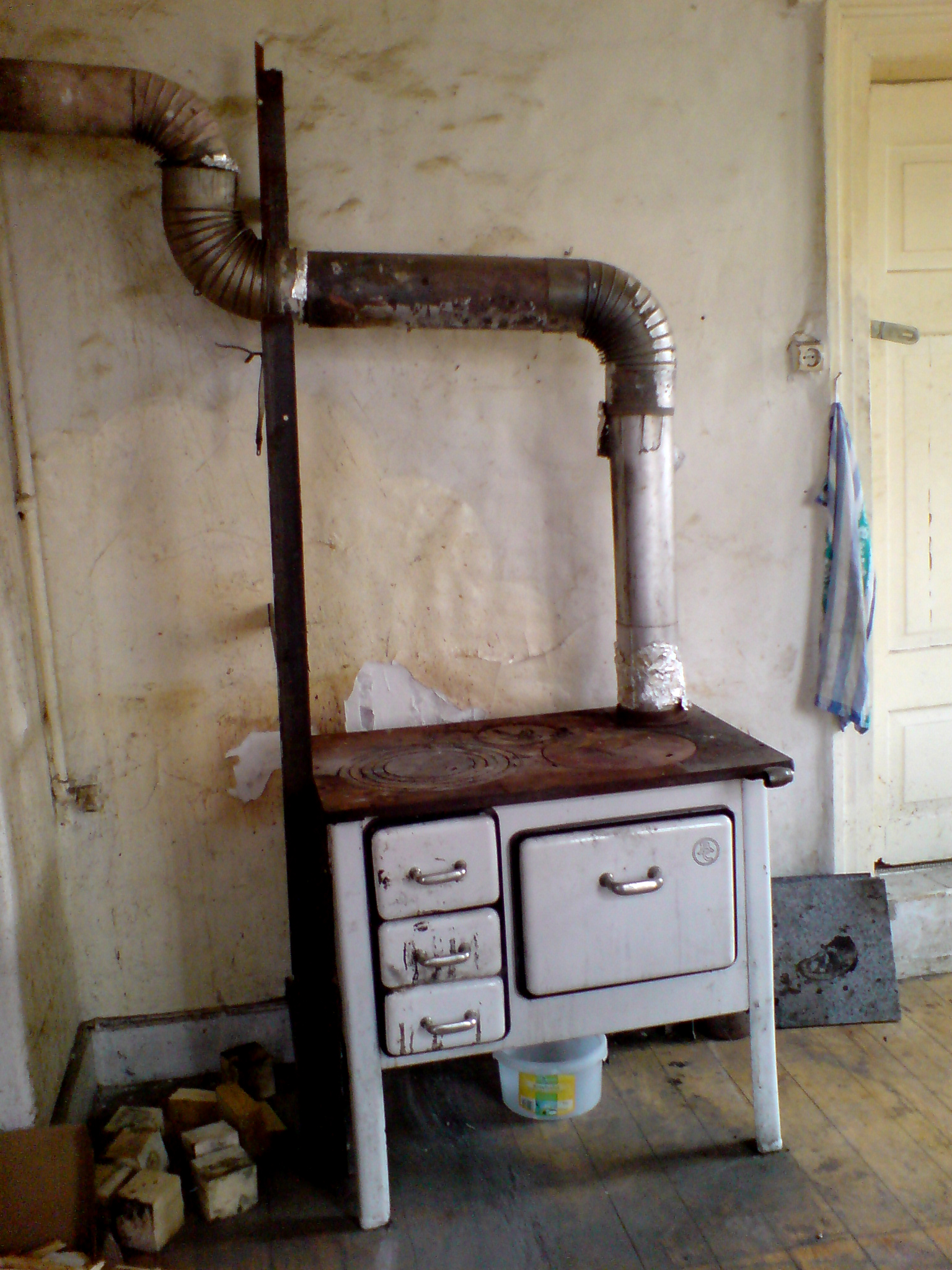
Ofen im geräumten Gartenhaus, 2010

Ab 1918 befand sich das Gartenhaus im Eigentum der Technischen Universität.
In der Zeit des Dritten Reichs benannten die Nationalsozialisten die Straße Am Judenkirchhof, an der das Gartenhaus liegt, um in An der Düne.
Nach den Luftangriffen auf Hannover im Zweiten Weltkrieg und der katastrophalen Wohnungsnot in der Nachkriegszeit beschlagnahmten die englischen Besatzungsbehörden das Gebäude, um darin Heimatvertriebene aus Ostpreußen und Schlesien kurzfristig unterzubringen.
Ab 1965 mieteten Sozialarbeits-Studenten der Evangelischen Fachhochschule und der Universitäts-Fachbereiche Architektur und Erziehungswissenschaften Haus und Gelände. Sie begründeten damit eine bis heute andauernde Reihe von sozialen Projekten. 1976 wollte die Universität das Gartenhaus wegen Einsturzgefahr abreißen lassen. Daraufhin bildete sich die Bürgerinitiative „Gartenhaus e.V.“ Eine Studiengruppe um den Bau- und Kunsthistoriker Günther Kokkelink verfasste eine Expertise mit dem Tenor „nicht einsturzgefährdet“ und informierte das Denkmalpflegeamt. Im Ergebnis wurde das Gartenhaus unter Denkmalschutz gestellt.
Die Bürgerinitiative „Gartenhaus e.V.“ führte am Gartenhaus kleinere Renovierungen durch, wie
- Kochmaschinen wurden durch Heizkörper ergänzt
- Plumpsklos im Hintergarten durch Sanitäranlagen ersetzt
- die Außenstrukturen durch einen Malermeister hervorgehoben
- im Erdgeschoss doppelverglaste Fenster eingebaut

In der Folge bildeten sich Nachbarschaftstreffs, soziale Arbeitsgruppen und Unterstützer-Vereine. Der Andrang war so groß, dass man für manche Treffen in die 1896 gegründete Gaststätte Kaiser, Am Schneiderberg, ausweichen musste.
Vorstand des Förderverein-Gartenhaus e.V. ist Konstantin Nicolaides. Es entstand die im Gartenhaus produzierte Stadtteilzeitung „Nordstädter Nachbarschafts-Nachrichten“ (NNN), die von 1978 bis 1986 herausgegeben wurde.

### 21. Jahrhundert
2007 wurde für das Gebäude ein Baugutachten erstellt. Da die Universität im Stadtteil weiter expandieren muss, wurde eine Räumungsklage gegen den Verein erwirkt. In einer Güteverhandlung einigte man sich zunächst auf eine Räumung zum 31. März 2010, die im Gebäude befindliche Iranische Bibliothek in Hannover bezog bereits neue Räume in der Tulpenstraße. Währenddessen hat sich ein neuer Verein „Netzwerk Gartenhaus e.V. i.G“ gegründet, der sich um die weitere Nutzung des Gebäudes bemüht. Ehrenvorsitzender ist der Vorstand der Baudenkmal-Stiftung Raum Hannover in der Deutschen Stiftung Denkmalschutz, Sid Auffarth. Der Räumungsaufschub lief am 30. September 2010 aus. Das Gebäude wurde am selben Tag geräumt und stand zum Verkauf.

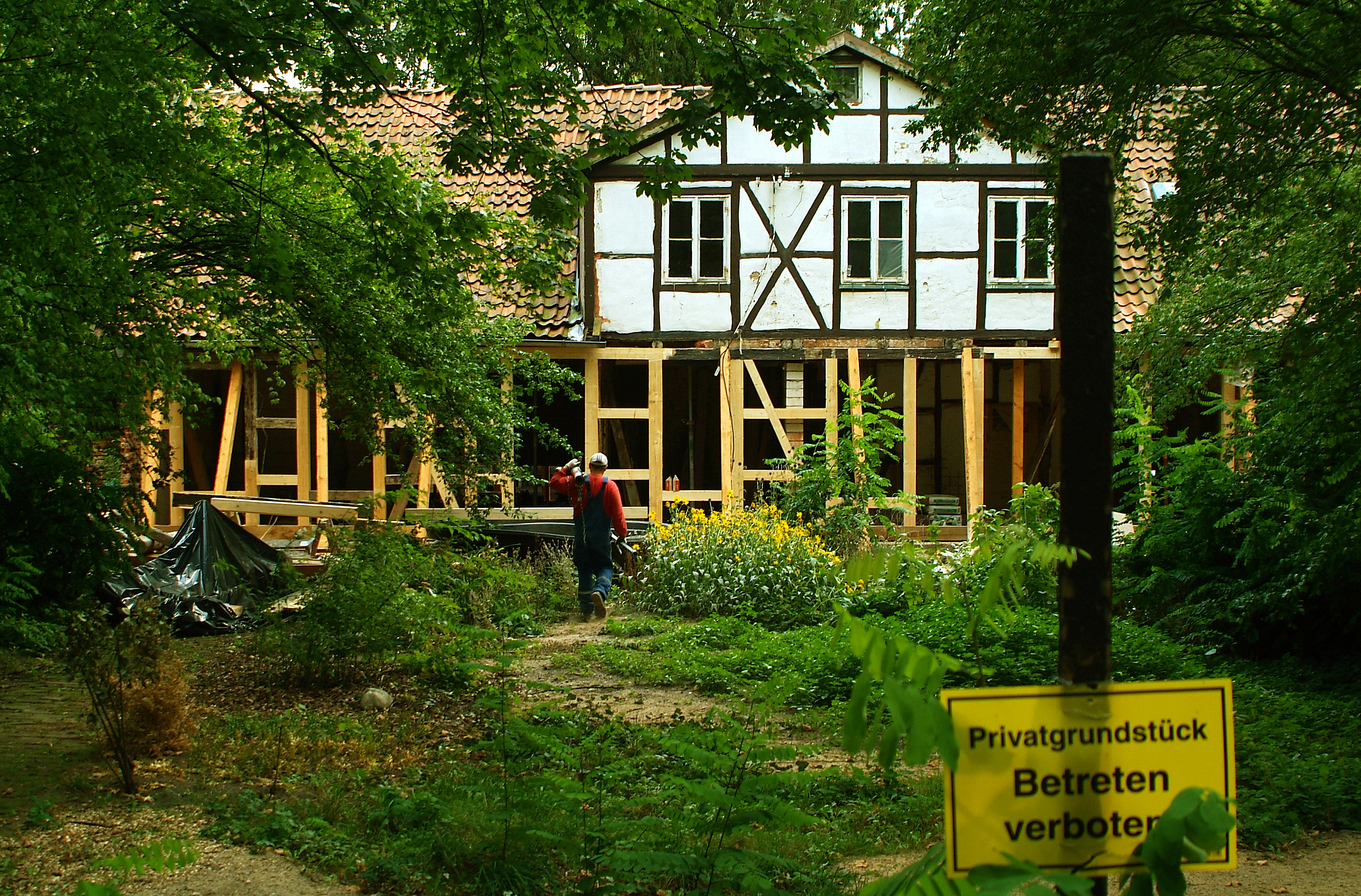
Das Gartenhaus bei der Sanierung, 2012

Ende 2010 wurde das Objekt an Claudius Grieser verkauft, Geschäftsführer einer Softwarefirma in Hannover. Er hat bei der Stadt einen Bauantrag zum Umbau in zwei Wohneinheiten eingereicht, Anfang November 2011 fehlte jedoch noch die denkmalrechtliche Genehmigung, da die alte Struktur, insbesondere die Fassade, erhalten bleiben soll.